# Казімеж Щерба
Казімеж Веслав Ще́рба (пол. Kazimierz Wiesław Szczerba; 4 березня 1954) — польський боксер, дворазовий бронзовий призер літніх Олімпійських ігор. Батько польського політика Міхала Щерби.

## Життєпис
Народився у місті Ценжковиці, нині — Тарновський повіт Малопольського воєводства Польщі.
У 1974 році на юнацькій першості Європи в Києві (Україна) став бронзовим призером.
Тричі, у 1975, 1979 та 1981 роках, брав участь у чемпіонатах Європи, проте значних досягнень не мав.
Чотири рази перемагав у першості Польщі: двічі (1976, 1979) у першій напівсередній вазі та двічі (1984, 1985) у напівсередній вазі. Також чотири рази ставав срібним призером (1975, 1977, 1980, 1987).
У 1977 році переміг на міжнародному турнірі імені Фелікса Стамма у напівсередній вазі.
Після закінчення спортивної кар'єри у 1988 році перейшов на тренерську роботу. Нині Казімеж Щерба є тренером секції боксу клубу CWKS Legia (Варшава).

## Виступи на Олімпіадах
На літніх Олімпійських іграх 1976 року в Монреалі (Канада) у змаганнях боксерів у першій напівсередній вазі почергово переміг Содноміна Гомбо (Монголія) та Луїса Портільйо (Аргентина). У півфіналі поступився майбутньому олімпійському чемпіонові Рею Леонарду (США).
На літніх Олімпійських іграх 1980 року в Москві (СРСР) у змаганнях боксерів у напівсередній вазі почергово переміг Мірослава Павлова (ЧССР), Кебеде Сагілу (Ефіопія), Іонела Будушана (Румунія). У півфіналі поступився Джону Мугабі (Уганда).